# Embraer EMB 111
Die Embraer EMB 111 (militärische Bezeichnung der brasilianischen Luftwaffe: Embraer P-95) ist eine Ableitung des zivilen Regionalverkehrsflugzeuges EMB 110 Bandeirante.

## Entwicklung und Konstruktion
Die Embraer EMB 111 Bandeirulha wurde als Marine-, Patrouillen- und Küstenüberwachungsflugzeug gebaut. Das erste Flugzeug (Kennzeichen 2262) absolvierte seinen Erstflug am 15. August 1977, nachdem das Küstenkommando der brasilianischen Luftwaffe zwölf Maschinen bestellt hatte. Die ersten drei Serienmaschinen wurden am 11. April 1978 ausgeliefert und zunächst auf der Salvador AFB stationiert. Später wurde dieser Typ auch vom Stützpunkt in Florianopolis eingesetzt.
Sie unterscheidet sich äußerlich durch eine große Bugnase mit einem Suchradar AIL AN/APS-128 sowie durch zwei Flügelendtanks. Außerdem sind die Tragflügelvorderkanten gegenüber den Zivilmaschinen verstärkt und verfügen über leistungsfähigere Propellerturbinen Typ Pratt & Whitney Canada PT6A-34 mit jeweils 750 WPS, die einen Dreiblattpropeller antreiben.
Die EMB 111 wird von zwei Piloten geflogen, in der Hauptkabine sitzen ein Navigator, ein Beobachter und ein Radarbediener.
Neben der Luftwaffe Brasiliens wird dieser Typ auch von der chilenischen Marine eingesetzt, die 1979 sechs Maschinen bestellte. Diese verfügen zusätzlich über elektronische Gegenmaßnahmen und eine vollständige Enteisungsanlage. Auch an die Flugwaffe von Gabun wurde im August 1981 eine Maschine dieses Typs geliefert.

## Bewaffnung
Die Maschinen verfügen über vier Aufhängevorrichtungen für Waffen unter den Tragflächen. Von diesen können bis zu acht Luft-Boden-Raketen mit 127 mm Durchmesser eingesetzt werden. Ein Pylon kann durch Suchscheinwerfer mit einer Leuchtstärke von 50 Mio. Candela ersetzt werden. Zum Markieren von Zielen sind auch sechs Rauchgranaten an Bord. Bei Nacht können zum Beleuchten von Zielen Leuchtgranaten zum Einsatz gebracht werden.

## Benutzer
- Angola (2)
- Argentinien (2 von Brasilien während des Falklandkriegs geleast)
- Brasilien (19)
- Chile (6)
- Gabun (1)
- Senegal (1)

## Technische Daten
| Kenngröße                                         | Daten                                          |
| ------------------------------------------------- | ---------------------------------------------- |
| Besatzung                                         | 5                                              |
| Länge                                             | 14,83 m                                        |
| Spannweite                                        | 15,96 m                                        |
| Leermasse                                         | 3760 kg                                        |
| max. Startmasse                                   | 7000 kg                                        |
| Triebwerke                                        | 2 × Pratt & Whitney Canada PT6A-34; je 750 WPS |
| Marschgeschwindigkeit                             | 385 km/h auf 3000 m Höhe                       |
| Patrouillengeschwindigkeit                        | 310 km/h                                       |
| Reichweite mit max. Treibstoff und 45 min Reserve | 2945 km                                        |